# グーフィーの素人大工
『グーフィーの素人大工』（グーフィーのしろうとだいく、原題：Home Made Home）は、ウォルト・ディズニー・プロダクション（現：ウォルト・ディズニー・カンパニー）が製作した1951年3月23日公開のアニメーション短編映画作品。グーフィーの短編映画シリーズの30作目である。

## あらすじ
自分のマイホームを一から建設するグーフィーであったが・・・。

## スタッフ
- 製作：ウォルト・ディズニー、ロイ・O・ディズニー
- 監督：ジャック・キニー
- 作画：エド・アーダル、ジョン・シブレー、チャールズ・ニコルス
- 脚本：ミルト・シェーファー、ディック・キニー
- 音楽：ジョセフ・S・デュビン
- 美術：
- 背景：ディック・アンソニー

## キャスト
| キャラクター | 原語版               | 旧吹き替え版 | 新吹き替え版 |
| ------------ | -------------------- | ------------ | ------------ |
| グーフィー   | ピント・コルヴィッグ | 小山武宏     | 島香裕       |
| ナレーション |                      | 江原正士     | 大平透       |